# Flugunfall am Hohen Nistler
Bei dem Flugunfall am Hohen Nistler kollidierte am 22. Dezember 1991 eine DC-3A bei schlechter Sicht mit dem Hohen Nistler am Westhang des Odenwalds nahe Heidelberg.

## Flugzeug
Die Douglas DC-3A der auf historische Flugzeuge spezialisierten Fluggesellschaft Classic Wings wurde 1942 gebaut und war zum Zeitpunkt des Unfalls 49 Jahre alt.

## Flugzweck und -verlauf
Zweck des Fluges waren Filmaufnahmen an Bord: Der Regisseur Martin Kirchberger, der mit einem Filmteam sowie Angehörigen und Freunden an Bord war, wollte die Satire Bunkerlow drehen. Kirchberger war Absolvent der HfG Offenbach, aus der auch einige der Passagiere stammten.
Der Film sollte Kaffeefahrten für Superreiche zum Thema haben und war als Satire auf neue Luftkriege geplant, die gerade am Persischen Golf geprobt wurden. Ein Dreh am Boden hatte den Filmemachern nicht ausgereicht, da sie der Meinung waren, dass Gesichter beim Fliegen anders aussehen.
Das Flugzeug startete am Vormittag auf dem Flugplatz Egelsbach südlich von Frankfurt am Main. Eigentlich sollte der Flug entlang des Rheins durch die Oberrheinische Tiefebene führen. An der Mündung des Neckars in den Rhein in Mannheim verwechselte der Co-Pilot, abgelenkt durch Interviews, beide Flüsse und folgte nun dem Lauf des Neckars Richtung Osten auf den Odenwald zu in weniger als 500 m Höhe; der Kapitän befand sich zu diesem Zeitpunkt nicht im Cockpit. Aufgrund dann aufkommender schlechter Sichtverhältnisse an der Bergstraße sowie weiterer Fehler des Co-Piloten streifte die Maschine einige Bäume und stieß um 11:37 Uhr gegen die Kuppe des Hohen Nistler.
Von den 32 Personen an Bord wurden 28, darunter auch Kirchberger, getötet, drei leicht und eine schwer verletzt. Einer der Überlebenden war ein Tontechniker, der sein Equipment auf dem unversicherten Platz in der Toilette aufgebaut hatte und den Unfall nicht einmal richtig wahrnahm.

## Unfallursache
Nach dem Untersuchungsbericht des Luftfahrt-Bundesamtes war die Hauptursache des Unfalls das Verwechseln der Flüsse, auch war die DC-3 überladen gestartet. Wegen der schlechter werdenden Sicht hätten die Piloten eigentlich umkehren müssen, was sie aber nicht taten.
Mitursächlich war die Tatsache, dass die Piloten durch das Filmteam abgelenkt wurden und die Cockpitscheiben durch dieses zur Verhinderung von Reflexen mit dunkler Folie überklebt worden waren.

## Folgen
Zum Gedenken an Kirchberger und sein Team wurde im Oktober des Folgejahres die Cinema Concetta Filmförderung gegründet. Sie veranstaltet seit 1994 die Rüsselsheimer Filmtage mit satirischen Kurzfilmen. Karin Malwitz, die Schwester des ums Leben gekommenen Kameramanns Ralf Malwitz, stellte Bunkerlow 1992 als 19-minütigen Kurzfilm fertig. Außerdem wurde auf dem Hohen Nistler zum Gedenken an die Opfer ein Gedenkstein aufgestellt; die Inschrift lautet unter anderem: „In Erinnerung an die Opfer des Flugungluecks“.
Im Jahr 2017 veröffentlichte der Filmemacher und Journalist Thomas Frickel mit dem Dokumentarfilm Wunder der Wirklichkeit ein Porträt über den mit ihm befreundeten Martin Kirchberger, der auch den Flugunfall thematisiert.